# Blanka Gyselen
Blanka Maria Franciska Gyselen (Antwerpen, 26 november 1909 - aldaar, 29 mei 1959) was een Vlaamse dichteres, toneelschrijfster en journaliste. Tijdens de Tweede Wereldoorlog collaboreerde ze en was ze actief binnen de beweging DeVlag.

## Levensloop

### Jeugd, opleiding en carrièrestart
Gyselen groeide op in een katholiek gezin en volgde het middelbaar onderwijs in het Frans. Op haar zeventiende werd ze zwaar ziek waardoor ze pas na drie jaar haar studies kon hervatten. Gyselen ging naar de Katholieke Vlaamse Hogeschool voor Vrouwen te Antwerpen waar ze geschiedenis en letterkunde studeerde. Daarna ging ze naar het Koninklijk Vlaams Conservatorium Antwerpen.
Gyselen startte haar carrière met het schrijven van toneelstukjes voor kinderen en het geven van lezingen over Cyriel Verschaeve en Henriette Roland Holst. In 1934 werd ze journaliste bij de Gazet van Antwerpen. In 1939 werkte ze bij de Nationaal Instituut voor de Radio-omroep, de toenmalige openbare omroep mee aan de schoolradio en aan uitzendingen voor vrouwen. Gyselen schreef een aantal hoorspelen over bekende vrouwen die in 1939 en 1940 werden uitgezonden.

### Debuut als dichteres
Als dichteres debuteerde Gyselen in 1936 met de dichtbundel Door roode vuur. Omdat sommige verzen als sensueel en erotisch werden ervaren werd deze bundel op gemengde gevoelens onthaald. In haar eerste bundel kwam duidelijk de invloed van Karel van de Woestijne tot uiting. Na opnieuw een lang verblijf in het ziekenhuis volgde in 1938 een tweede dichtbundel met De eeuwige Eva waarin verschillende vrouwentypes geschetst worden.

### Tweede Wereldoorlog
In 1939 huwde Gyselen met Floris Langlet, een overtuigd Vlaams-nationalist. Bij de start van de Tweede Wereldoorlog werd haar echtgenoot gemobiliseerd en na de overgave van België krijgsgevangen gemaakt. Op dat moment was ze zwanger en schreef ze de bundel Heimwee, asch der branden waarin ze verlangde naar de terugkomst van haar man. Gyselen richtte in 1940 samen met de auteurs Tine Rabhooy, Eugénie Boeye en Maria de Lannoy de vennootschap Raboeyegyselanoy op, dat als doel, volgens Artikel 2 van de statuten, "verheffing van hart en geest, verdere ontwikkeling op kunstgebied, aanscherpen van den critischen geest, probeeren zooveel mogelijk "bij" te blijven, meedeelen van alle lekkers dat één der leden bemachtigt op kunstgebied, ontwikkelen van ons redenaarstalent enz.". In 1941 volgde En zij vonden het kind. Kerstoverwegingen en legenden over haar pasgeboren kind. Nog voor haar echtgenoot kon terugkeren stierf haar baby echter. In 1942 keerde haar echtgenoot terug uit gevangenschap maar enkele tijd later verongelukte hij tijdens een auto-ongeval. In 1944 verscheen de bundel In memoriam waarin Gyselen haar verdriet om de dood van haar man en haar baby verwoordt.
Onder invloed van haar man was Gyselen actief bij DeVlag, een nationaalsocialistische organisatie die de gemeenschappelijke kenmerken van de Vlaamse en de Duitse cultuur bestudeerde. Als journaliste werkte ze mee aan het maandblad DeVlag maar ook aan het dagblad Volk en Staat van het Vlaams Nationaal Verbond. Toen DeVlag in 1941 het culturele pad verliet en het politieke pad opging, volgde Gyselen. Ze schreef tussen 1940 en 1942 Vlaams-nationale gedichten waarin ze de Vlaamse inzet aan het oostfront verdedigde en hulde bracht aan figuren zoals August Borms, Joris Van Severen en René De Clercq. Deze gedichten verschenen einde 1942 in boekvorm onder de titel Zangen voor mijn land. Vanaf 1943 was ze enkel nog actief binnen DeVlag en gaf ze doorheen heel Vlaanderen lezingen onder de titel Dichters in de branding waarin ze voorlas uit eigen en andermans werk.
In september 1944 leerde ze Johan Sacré kennen met wie ze een relatie aanknoopte. In september 1944 vluchtten ze naar Duitsland en vervolgens, na de capitulatie van Duitsland, naar Frankrijk. Aldaar leefden ze onder een valse naam in een voorstad van Parijs. In mei 1946 werden ze beiden gearresteerd en opgesloten in de Begijnenstraat te Antwerpen. Gyselen, die hoogzwanger was bij de arrestatie, beviel in haar cel van een dochter. Het kind werd na 14 dagen weggehaald en stierf enkele maanden later. Ze werd ter dood veroordeeld door de krijgsraad. Gyselen tekende verzet aan tegen haar doodvonnis en in 1948 werd haar straf teruggebracht tot 12 jaar. In februari 1949 werd ze om gezondheidsredenen vrijgelaten en ging daarna een jaar in een klooster leven om terug op krachten te komen. Haar gevangenisleven leverde inspiratie op voor een nieuwe dichtbundel en in 1950 verscheen Balladen achter de staven.

### Een nieuw leven
Gyselen vond terug rust in haar leven en haar werk is vanaf dat moment enkel nog religieus geïnspireerd. In 1952 verschijnt De Engel werft en in 1953 Orgelpunten. Deze laatste bundel wordt in 1955 bekroond met de Driejaarlijkse Prijs van de Provincie Antwerpen. Met Tussen stroom en toren won ze in 1957 de Clara Hamendtprijs en met Lied voor morgen won ze de Alice Nahonprijs. Gyselen liet haar Vlaams-nationalisme varen en werd terug aanvaard in het Vlaamse cultuurleven.
In 1955 schreef Gyselen de roman Adieu Filippi, het verhaal van een verliefde clown. Op basis van deze roman nam de Belgische regisseur Rik Kuypers in 1967 een zwart-witfilm op maar deze werd wegens geldgebrek nooit voltooid.
De romantrilogie De helse plantage verscheen postuum in 1960.

## Blanka Gyselenprijs
Als gevolg van haar zwakke gezondheid stierf Gyselen op vijftigjarige leeftijd in 1959. In haar testament was geld voorzien om jonge Vlaamse dichters te steunen. Tussen 1964 en 1998 werd hiervoor de driejaarlijkse Blanka Gyselenprijs ingesteld.

## Werken
- 1936 - Door roode vuur
- 1938 - De eeuwige Eva
- 1941 - Heimwee, asch der branden ...
- 1950 - Balladen achter de staven
- 1950 - Zie den Mens. Balladen
- 1953 - Orgelpunten. Gedichten
- 1959 - Lied voor morgen

## Vertalingen
- 1986 - De lichtende weg. Een boek voor jongens over de geheimen van het leven. Vert. van: Die leuchtende Strasse van Berthold Lutz
- ca. 1958 - Peter en Marijke in een nieuw tehuis van Erika Gösker; bew. uit het Duits door Blanka Gijselen